# Robert Boyle
Robert Boyle (Lismore, 25 gennaio 1627 – Londra, 30 dicembre 1691) è stato un chimico, fisico, inventore e filosofo naturalista irlandese, famoso anche per i suoi scritti di teologia e per la sua "legge di Boyle".

## Biografia
Nel 1661 pubblicò il suo famoso libro The sceptical chymist (Il chimico scettico) che è stato, forse, il primo libro di chimica. Boyle dimostrò che non c'erano prove sperimentali a sostegno delle idee di Aristotele che considerava ogni materia formata da terra, aria, fuoco e acqua (le quattro sostanze allora ritenute elementari). Per Boyle la materia era formata da particelle e tutte le sostanze erano costituite da atomi diversi. Il suo modello della materia era sorprendentemente simile a quello oggi accettato dalla comunità scientifica.
Si dovette attendere quasi cinquant'anni perché quelle idee rivoluzionarie potessero avere diritto di cittadinanza. Boyle contribuì in maniera decisiva allo sviluppo della scienza. È rimasta famosa la sua legge che stabilisce che per ogni gas, a temperatura costante, è costante il prodotto della pressione esercitata per il volume occupato. Boyle preparò l'acetone e l'alcol metilico; scoprì i rapporti tra aria, combustione e respirazione; studiò l'effetto dell'aria sulla propagazione del suono.

## Primi anni
Nato a Lismore Castle (castello situato nel territorio di Lismore), nella contea di Waterford, Irlanda, fu il settimo figlio maschio e quattordicesimo figlio di Richard Boyle, I conte di Cork. Da bambino imparò a parlare latino, greco e francese, e aveva solo otto anni quando fu mandato all'Eton College, il cui rettore era Sir Henry Wotton, amico di suo padre. Dopo aver trascorso più di tre anni al college, egli iniziò a viaggiare all'estero con un tutore francese. Trascorse a Ginevra circa due anni; visitò l'Italia nel 1641 e passò l'inverno dello stesso anno a Firenze studiando i "paradossi del grande astronomo" Galileo Galilei, che morì a pochi chilometri di distanza all'inizio del 1642.

## Anni centrali
Quando tornò in Inghilterra nel 1645 scoprì che suo padre era morto lasciandogli in eredità la tenuta di Stalbridge nel Dorset e altre proprietà in Irlanda.
Da quel momento dedicò la sua vita allo studio e alla ricerca scientifica, e presto occupò una posizione importante in un gruppo di ricercatori, conosciuto come Invisible College, che si erano dedicati al culto della "nuova filosofia". Si incontravano frequentemente a Londra, spesso al Gresham College; alcuni dei membri avevano incontri anche a Oxford, e in quella città Boyle si trasferì nel 1654. Leggendo, nel 1657, della pompa ad aria di Otto von Guericke, decise con l'aiuto di Robert Hooke (che nello stesso anno assunse come assistente personale) di sperimentare migliorie nella sua costruzione. Con la macchina progettata da Hooke, detta "macchina boyleana" o "motore pneumatico", finita nel 1659, iniziò, in collaborazione con il suo assistente, una serie di esperimenti sulle proprietà dell'aria. Su un muro dell'University College nella High Street a Oxford un'iscrizione recita:
Un resoconto del lavoro svolto con questo strumento fu pubblicato nel 1660 sotto il titolo Nuovi esperimenti fisico-meccanici. Tra i critici delle tesi presentate in questo libro vi fu un gesuita, Franciscus Linus (1595-1675); fu rispondendo alle sue obiezioni che Boyle enunciò la legge secondo cui il volume di un gas varia inversamente alla pressione. Questa legge, che tra gli anglosassoni è solitamente chiamata con il suo nome, sul continente europeo è attribuita a Edme Mariotte, che non la pubblicò fino al 1676. Nel 1660 "the Invisible College" divenne la Royal Society, e in base al suo statuto, concesso da Carlo II d'Inghilterra, Boyle divenne membro del consiglio. Nel 1680 fu eletto presidente della società, ma rifiutò la carica a causa di scrupoli sui giuramenti.
Nel 1668 lasciò Oxford per Londra, dove risiedette a casa di sua sorella, Lady Ranelagh, in Pall Mall.

## Ultimi anni
Intorno al 1689 la sua salute, mai molto forte, iniziò a venir meno seriamente, e Boyle gradualmente si ritirò dai suoi incarichi pubblici, cessando le sue comunicazioni con la Royal Society, e rendendo noto il suo desiderio di essere esentato dal ricevere ospiti, "se non in occasioni molto straordinarie", il martedì e il venerdì mattina, e il mercoledì e il sabato pomeriggio. Nella condizione di riposo così conseguita, desiderava "raccogliere il suo spirito, riordinare le sue carte" e preparare certe importanti ricerche chimiche che si proponeva di lasciare "come una specie di eredità ermetica agli assidui discepoli di quell'arte", ma di cui non rese nota la natura. La sua salute peggiorò ulteriormente nel 1691, e la sua morte si verificò il 30 dicembre di quell'anno, appena una settimana dopo quella della sorella con cui aveva vissuto per più di vent'anni. Fu sepolto nel cimitero della Chiesa di San Martino nei Campi, e l'omelia funebre fu pronunciata dal suo amico, il vescovo Gilbert Burnet. Nel suo testamento, Boyle finanziò una serie di conferenze che divennero note come Boyle Lectures.

## L'opera di scienziato

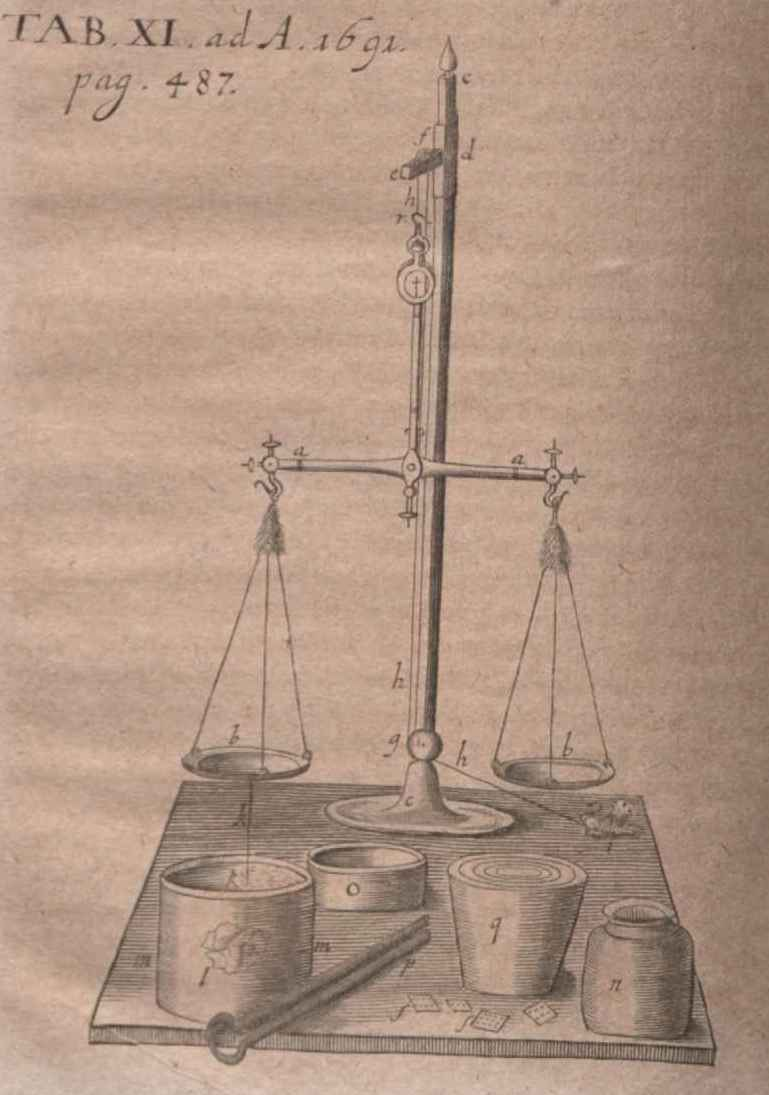
Illustrazione alla recensione de Medicina hydrostatica: hydrostaticks applyed the materia medica pubblicata sugli Acta Eruditorum del 1691

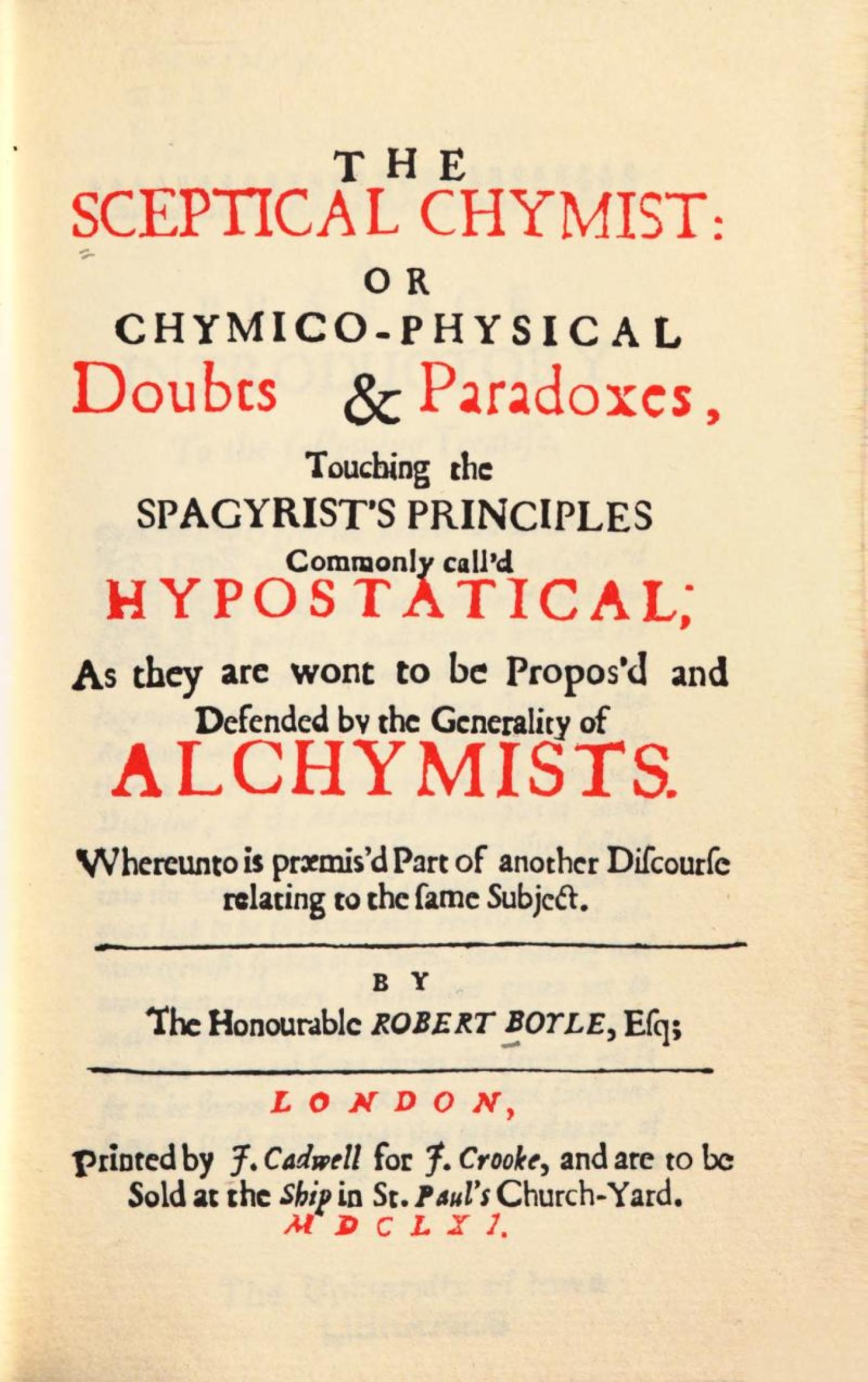
Il chimico scettico (The Sceptical Chymist), scritto da Boyle nel 1661

Il grande merito di Boyle come scienziato fu quello di applicare i principi che Bacon aveva esposto nel Novum Organum. Tuttavia egli non si dichiarò seguace di Bacon, o di alcun altro maestro. In molte occasioni dichiarò che allo scopo di mantenere il suo giudizio il meno possibile influenzato da tutte le moderne teorie filosofiche, fino a che fosse "dotato di esperimenti" che lo aiutassero a giudicarle, si asteneva da qualunque studio delle teorie atomica e cartesiana, e perfino dello stesso Novum Organum, sebbene ammettesse di "consultarli saltuariamente" su alcuni particolari. Nulla era più lontano dal suo temperamento mentale che l'invenzione di ipotesi. Egli considerava l'acquisizione della conoscenza come un fine in sé stesso, e quindi conseguì una visione più ampia degli obiettivi dell'indagine scientifica di quella che avevano avuto i suoi predecessori per molti secoli. Ciò, tuttavia, non significa che gli mancasse l'attenzione per le applicazioni pratiche, né che disprezzasse le conoscenze che tendeva a utilizzare.

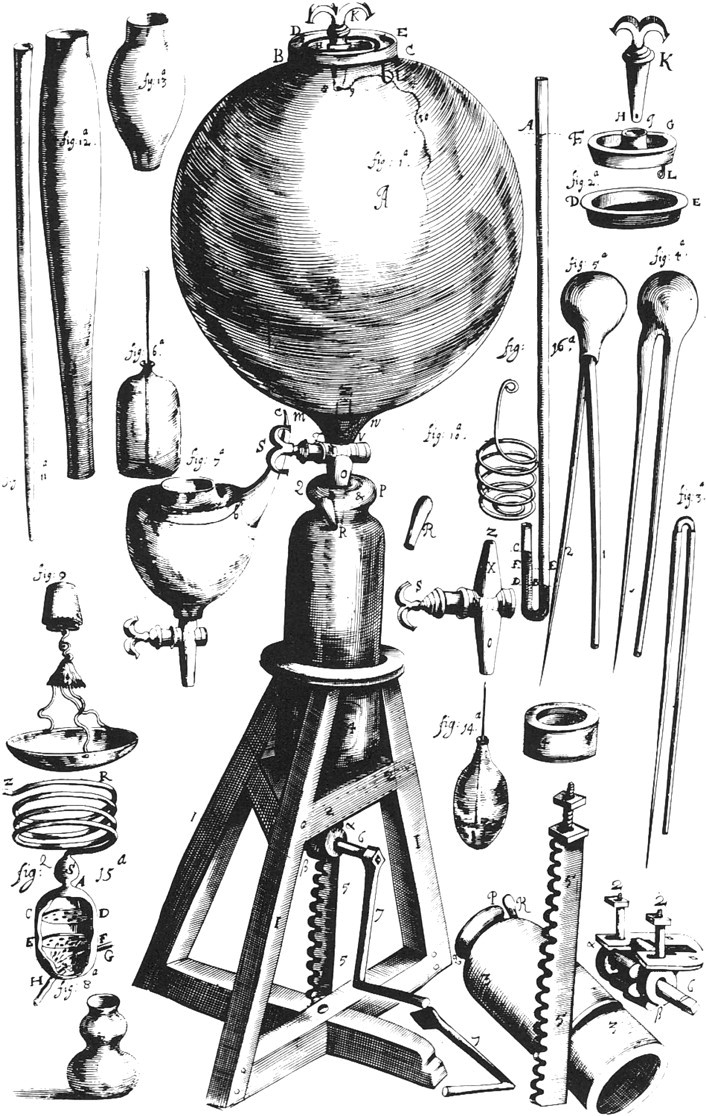
La pompa pneumatica di Boyle

Egli stesso fu un alchimista. Credendo che la trasmutazione dei metalli fosse possibile, portò avanti una serie di esperimenti nella speranza di effettuarla e si batté per ottenere l'abrogazione, nel 1689, della legge di Enrico IV contro la moltiplicazione di oro e argento. Benché portasse a termine un gran numero di importanti lavori nel campo della fisica - l'enunciazione della legge di Boyle, la scoperta degli effetti dell'aria nella propagazione del suono, gli studi sulla forza espansiva esercitata dall'acqua che congela, sulla densità relativa e sulla rifrazione, sui cristalli, sull'elettricità, sui colori, sull'idrostatica, ecc. - la chimica fu la scienza a cui si dedicò maggiormente. Il suo primo libro sull'argomento fu The Sceptical Chymist, pubblicato nel 1661, in cui criticava gli "esperimenti tramite i quali i volgari spagiristi tentavano di provare che sale, zolfo e mercurio fossero i veri principi della materia".
Per lui la chimica era la scienza della composizione delle sostanze, non banalmente un'aggiunta alle arti degli alchimisti o dei fisici. Fece passi avanti verso la moderna visione degli elementi come costituenti indivisibili della materia. Comprendendo la distinzione tra miscele e composti, fece considerevoli progressi nella tecnica di individuare i loro ingredienti, un processo che è designato con il termine "analisi". Ipotizzò inoltre che gli elementi fossero fondamentalmente composti di particelle di varia specie e misura, in cui, tuttavia, essi non potevano essere scomposti in alcun modo noto. La chimica applicata gli è debitrice di metodi migliori e per una conoscenza più ampia delle singole sostanze. Studiò anche la chimica della combustione e della respirazione, e fece esperimenti di fisiologia, nei quali, comunque, era ostacolato dalla "tenerezza della sua natura" che gli impediva di eseguire dissezioni anatomiche, in particolare di animali viventi, sebbene sapesse che erano "estremamente istruttive".
Oltre a essere un attivo filosofo naturale, Boyle dedicò molto tempo alla teologia, mostrando una decisa inclinazione al suo lato pratico e indifferenza alle controversie polemiche. Fu un uomo la cui fede era riposta in un Creatore e Progettista. Inoltre, sosteneva che la sola ragione non fosse l'unico modo per giungere a un certo tipo di conoscenza, credendo in una rivelazione divina che individuò, a suo avviso, nella Parola di Dio, la Sacra Bibbia. Dopo la Restaurazione fu ricevuto favorevolmente a corte, e nel 1665 avrebbe ottenuto la carica di prevosto di Eton, se avesse preso gli ordini; ma la rifiutò con l'argomento che i suoi scritti in materia religiosa avrebbero avuto un peso maggiore provenendo da un laico piuttosto che da un ministro stipendiato della Chiesa. Come amministratore della Compagnia inglese delle Indie Orientali spese somme ingenti per promuovere l'espansione della cristianità in Oriente, contribuendo generosamente ad associazioni missionarie, e alle spese di traduzione della Bibbia o parti di essa in varie lingue fra cui l'arabo, l'irlandese, il malese, il turco e alcune lingue dei nativi nordamericani. Per disposizione testamentaria diede inizio alle Boyle Lectures, per dimostrare la verità della religione cristiana contro i "famigerati infedeli, e cioè atei, teisti, pagani, ebrei e maomettani", con la condizione che le controversie tra cristiani non dovessero essere menzionate.
Di aspetto Boyle era alto, snello e di carnagione chiara. La sua costituzione era lungi dall'essere robusta, e per tutta la durata della sua vita soffrì per la salute incerta e l'umore depresso. Mentre la sua opera scientifica gli valse una straordinaria fama tra i suoi contemporanei, il suo carattere e le sue virtù, il fascino delle sue maniere, la sua arguzia e la sua brillante conversazione gli procurarono una larga cerchia di amici. Non si sposò mai. I suoi scritti sono estremamente voluminosi, il suo stile chiaro e diretto, ma innegabilmente prolisso.
Gli è stato dedicato un asteroide, 11967 Boyle e un cratere lunare di 57 km di diametro.

## Curiosità
- Boyle compare nel numero 2916 di Topolino, all'interno della storia Qui Quo Qua e la grande storia della chimica dei paperi.

## Opere

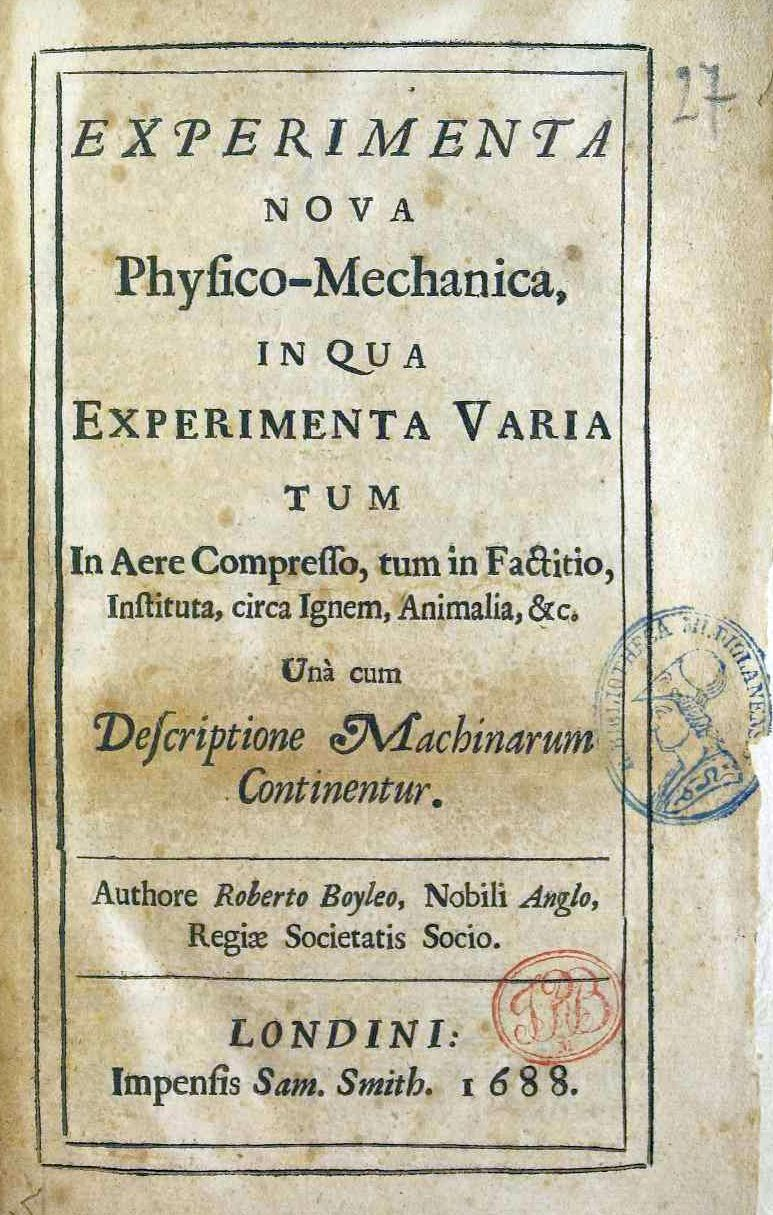
Experimenta nova physico-mechanica, 1688

- New Experiments Physico-Mechanical: Touching the Spring of the Air and their Effects, 1660.
  - (EN) New experiments physico-mechanical, 2ª ed., Oxford, Henry Hall, 1662.
- Il chimico scettico (The Sceptical Chymist), 1661.
- Whereunto is Added a Defence of the Authors Explication of the Experiments, Against the Obiections of Franciscus Linus and Thomas Hobbes, 1662 (un addendum in formato di libro alla seconda edizione di New Experiments Physico-Mechanical)
- Considerations touching the Usefulness of Experimental Natural Philosophy, 1663 (seguito da una seconda parte nel 1671).
- Experiments and Considerations Touching Colours, with Observations on a Diamond that Shines in the Dark, 1664.
- (EN) New experiments and observations touching cold, London, John Crook, 1665.
- Hydrostatical Paradoxes, 1666.[4]
- Origin of Forms and Qualities according to the Corpuscular Philosophy, 1666. (Una continuazione della sua opera sull'aria.)[5]
- (LA) New experiments physico-mechanicall, touching the spring of the air, Rotterdam, Arnout Leers, 1669.
- Tracts about the Cosmical Qualities of Things, the Temperature of the Subterraneal and Submarine Regions, the Bottom of the Sea, &tc. with an Introduction to the History of Particular Qualities, 1670.
- Origin and Virtues of Gems, 1672.
- Essays of the strange subtilty great efficacy determinate nature of effluviums, London, 1673.
- Tracts Consisting of Observations about the Saltiness of the Sea, London, 1674.
- Suspicions about the Hidden Realities of the Air, 1674.
- Animadversions upon Mr. Hobbes's Problemata de Vacuo, 1674
- Experiments and Notes T, including some notes on electricity and magnetism, 1676.
- Observations upon an artificial Substance that Shines without any Preceding Illustration, 1678.
- The Aerial Noctiluca, 1680
- New Experiments and Observations upon the Icy Noctiluca, 1682.
- Memoirs for the Natural History of the Human Blood, 1684.
- Short Memoirs for the Natural Experimental History of Mineral Waters, 1685.
- A Free Enquiry into the Vulgarly Received Notion of Nature, 1686.
- (LA) Experimenta nova physico-mechanica, London, Samuel Smith, 1688.
- Medicina Hydrostatica, 1690.
- Experimenta et Observationes Physicae, 1691.

### Opere religiose e filosofiche
- Seraphic Love, 1660 (composto nel 1648).
- An Essay upon the Style of the Holy Scriptures, 1663.
- Excellence of Theology compared with Natural Philosophy, 1664.
- Occasional Reflections upon Several Subjects, which was ridiculed by Swift in A Pious Meditation upon a Broom Stick, e by Butler in An Occasional Reflection on Dr Charlton's Feeling a Dog's Pulse at Gresham College, 1665.
- Some Considerations about the Reconcileableness of Reason e Religion, with a Discourse about the Possibility of the Resurrection, 1675.
- The Martyrdom of Theodora And Didymus, 1687.
- The Christian Virtuoso, 1690.